# ولع التكنولوجيا

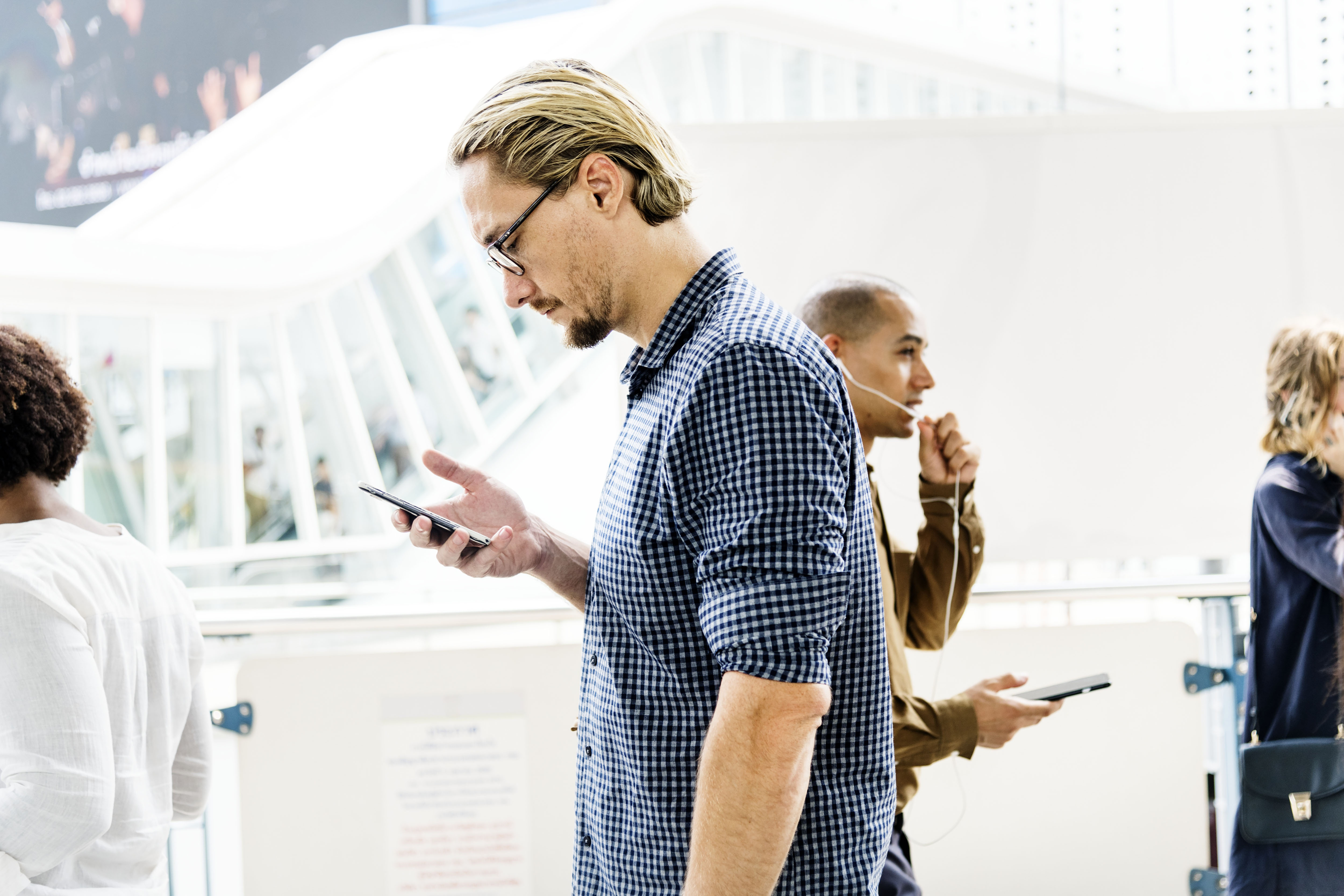

ولع التكنولوجيا (بالإنكليزية Technophilia) هو مصطلح يشير بشكل عام إلى الحماسة الشديدة تجاه التكنولوجيا، و خاصة التكنولوجيات الجديدة كالحواسيب الشخصية والإنترنت والهواتف المتنقلة والسينما المنزلية. المصطلح يستخدم في علم الاجتماع عند دراسة تفاعل الأفراد مع محيطهم الاجتماعي، و خاصة عندما يقارن مع نقيضه رهاب التكنولوجيا.